# Dicranoptycha nigripes
Dicranoptycha nigripes är en tvåvingeart som beskrevs av Osten Sacken 1860. Dicranoptycha nigripes ingår i släktet Dicranoptycha och familjen småharkrankar. Inga underarter finns listade i Catalogue of Life.